# Geißklee-Bläuling

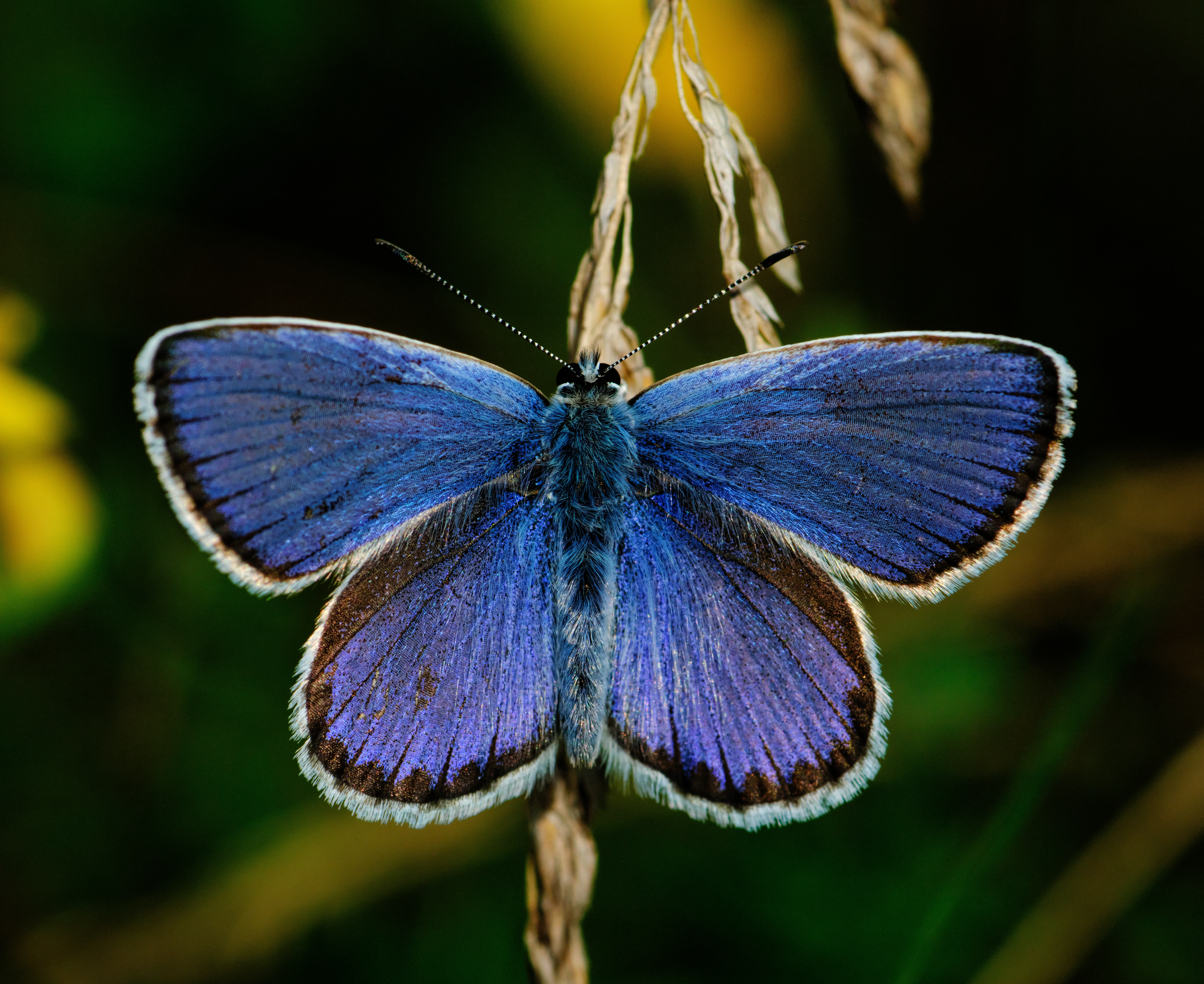
Männchen

Der Geißklee-Bläuling (Plebejus argus, häufig fälschlich auch Plebeius argus geschrieben), auch Argus-Bläuling genannt, ist ein Tagfalter aus der Familie der Bläulinge (Lycaenidae). 2008 wurde er zum Schmetterling des Jahres gekürt.

## Beschreibung
Die Flügelspannweite dieser kleinen Falter beträgt zwischen 20 und 30 Millimetern. Die Männchen sind oberseits Azurblau gefärbt und am Flügelsaum bräunlich mit weißem gefransten Rand. Ihre Tibia der Vorderbeine besitzen einen kräftigen Dorn. Die Weibchen sind auf der Flügeloberseite braun und haben auf den Hinterflügeln orange Flecken im Bereich des Flügelsaums. Die Unterseite beider Geschlechter ist hellgrau mit schwarzen Flecken, welche auf den Hinterflügeln ins grünliche übergehen, und orangen Flecken am Flügelrand. Der Körper ist oberseits blaugrau und unterseits heller graublau gefärbt. Wegen der geringen Unterschiede in Zeichnung, Färbung und Form wurden zahlreiche Formen und Unterarten beschrieben (s. u.). Der Geißklee-Bläuling kann mit weiteren Silberfleck-Bläulingen verwechselt werden. Für die sichere Unterscheidung dieser Arten ist eine Genitalbestimmung notwendig.
Die Raupe hat einen grünen Körper mit seitlichen weißen Streifen und einem schwarzen Rückenstreifen.

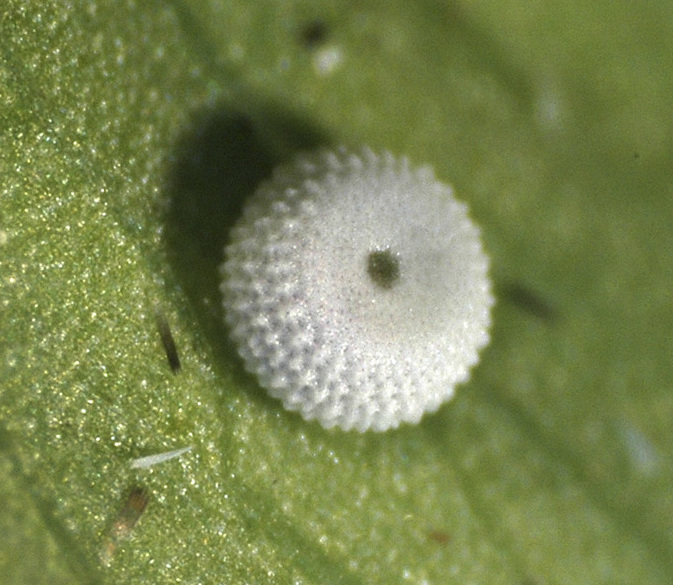
Ei
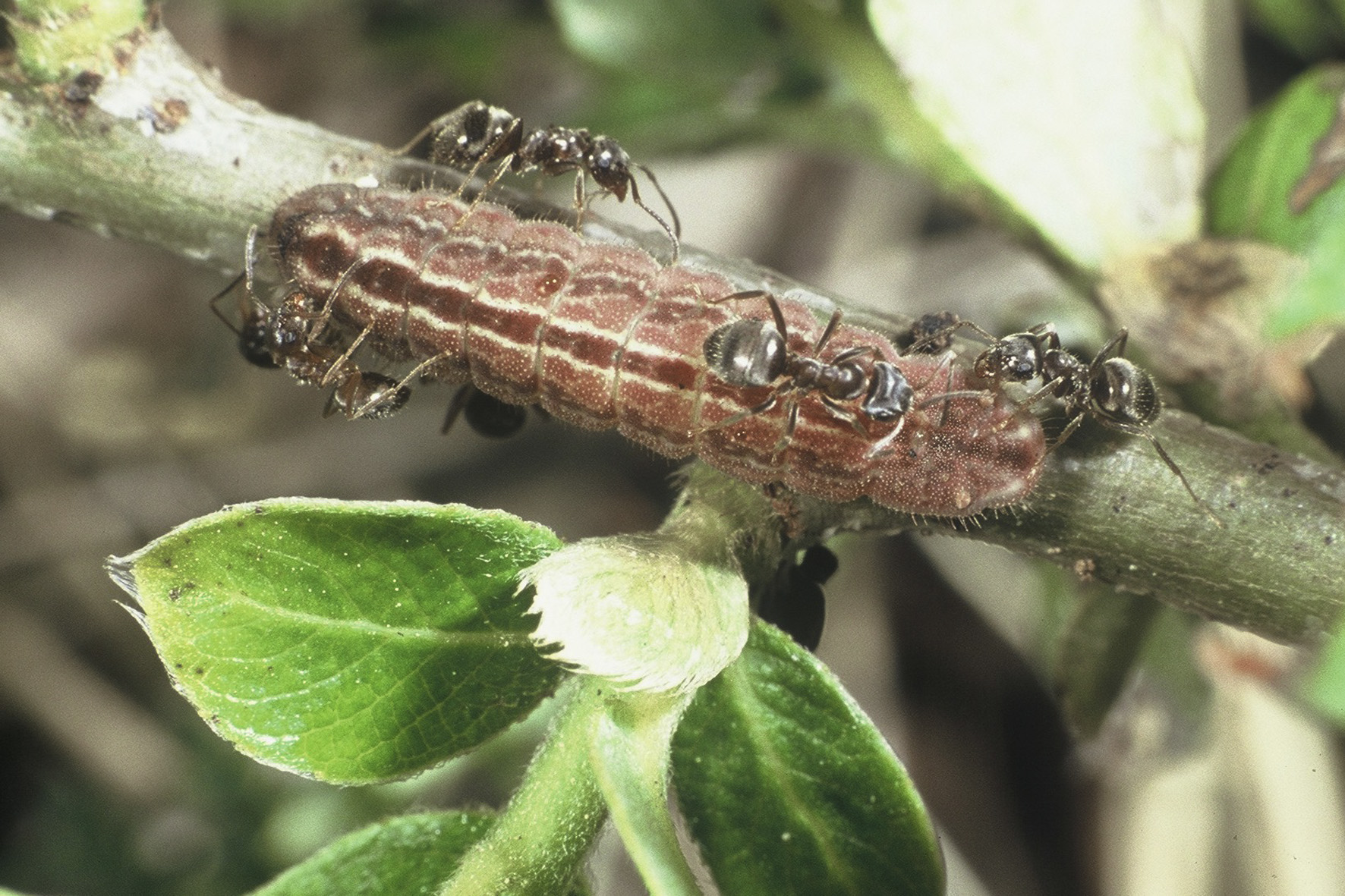
Raupe
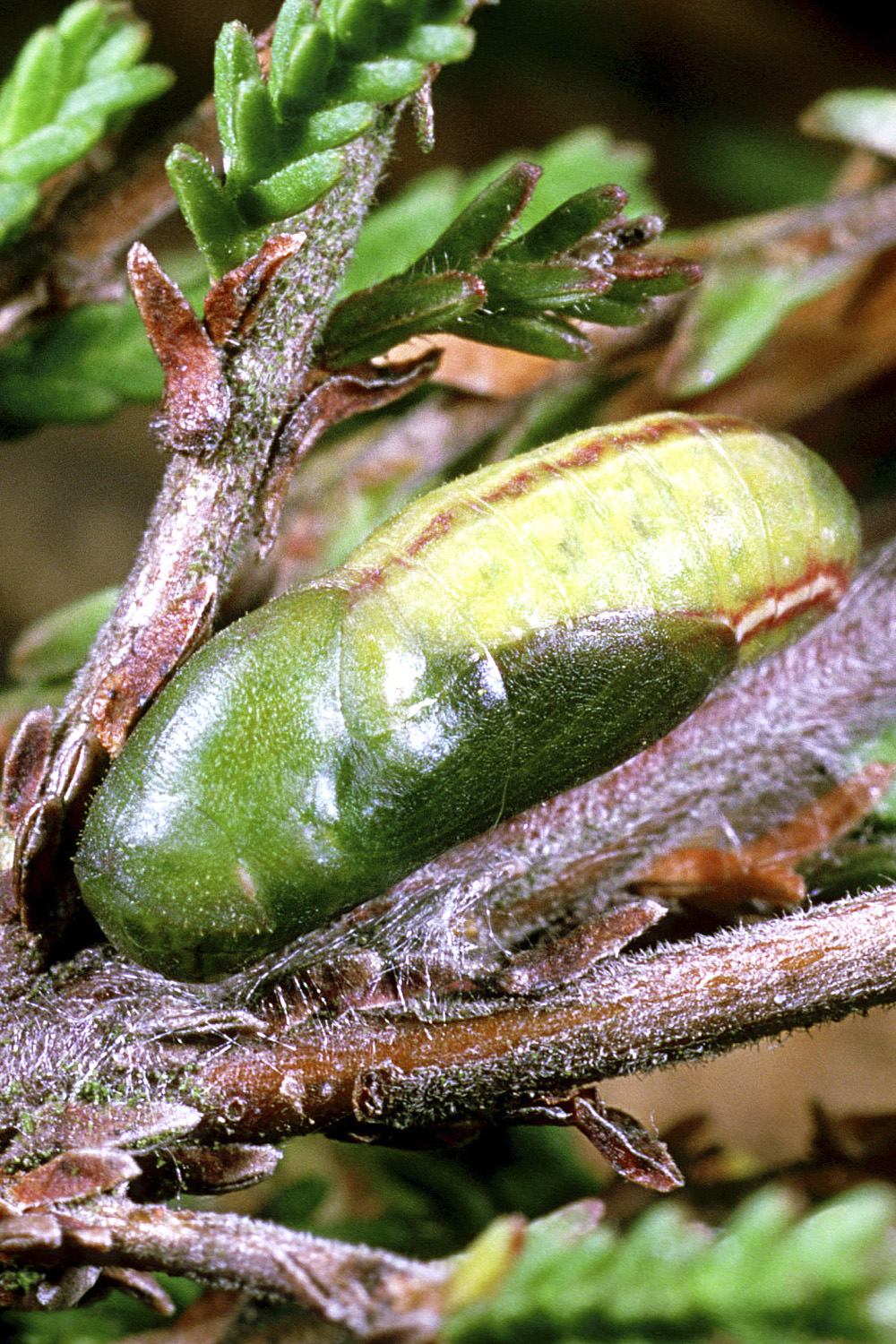
Puppe

### Ähnliche Arten
- Kronwicken-Bläuling (Plebejus argyrognomon) (Lycaenidae)
- Idas-Bläuling (Plebejus idas) (Lycaenidae)
- Plebejus pylaon (Lycaenidae)
- Himmelblauer Bläuling (Polyommatus (Meleageria) bellargus bzw. Lysandra bellargus)

### Unterarten
- Plebejus argus caernensis Thompson, 1941. Vorkommen in Nordwales.
- Plebejus argus aegidion Meisner, 1818. Westalpen 1500 bis 2000 Meter, Erstbeschreibung vom Grimsel-Paß, Schweiz.
- Plebeius argus hypochionus Rambus, 1858. Verbreitet im Norden Portugals und in Süd- und Mittelspanien.
- Plebeius argus corsicus Bellier, 1862. Korsika und Frankreich.

## Flugzeit
Plebeius argus bringt zwei Generationen hervor: von Mai bis Juni und von Juli bis August.

## Lebensraum
Feuchte bis sehr trockene Standorte, variabel je nach Höhe.

## Lebensweise
Die Futterpflanzen gehören zu den Gattungen Hornklee (Lotus), Stechginster (Ulex), Geißklee (Cytisus), Ginster (Genista), Blasensträucher (Colutea), Tragant (Astragalus), Hauhecheln (Ononis), Schneckenklee (Medicago), Hufeisenklee (Hippocrepis), Kronwicken (Coronilla), Galega, Sonnenröschen (Helianthemum), Besenheide (Calluna vulgaris) und Heidekräuter (Erica). In Nordeuropa überwintert die voll entwickelte Raupe in der Eihülle.

## Verbreitung
Plebeius argus ist weit verbreitet von Nord- und Ost-Spanien bis nach Skandinavien. Er kommt ebenfalls in Griechenland und im europäischen Teil der Türkei vor, nicht jedoch in Irland und Schottland.
Da die Raupen von Plebeius argus ausgeprägt myrmekophil sind, findet die Eiablage in der Nähe von Ameisennestern statt. Erwachsene Raupen verpuppen sich in Ameisennestern, in die sie von Arbeiterinnen hineingezogen werden. Symbiosen werden mit Schwarze Wegameise (Lasius niger), Fremde Wegameise (Lasius alienus) und Aschgraue Sklavenameise (Formica cinerea) gebildet.

## Genetik
Vom Genom eines männlichen Geißklee-Bläulings sind 382 Mb (Megabasen) sequenziert und in silico 23 Großmolekülen zugeordnet, die seinem haploiden Chromosomensatz 1n = 23 entsprechen.
Geschlechtsbestimmendes Element ist das Z-Chromosom, als Nummer 23 gezählt. Die 22 Autosomen sind nach abnehmender Größe geordnet. Insgesamt wurden 12.693 proteinkodierende und 3.286 nicht kodierende Gene festgestellt. Die Daten sind abgelegt im European Nucleotide Archive und zugänglich unter der Nummer PRJEB43805.

## Gefährdung
In Europa ist der Bestand des Geißklee-Bläulings stabil. In Deutschland ist er gefährdet, Rote Liste 3; während die Art aus Wiesen und Kulturland aufgrund veränderter Landnutzung verschwunden ist, hat sie offenbar in Tagebauen und Kalksteinbrüchen noch ein Refugium gefunden.